# Griphus ut has angit, sic hostes Ianua frangit

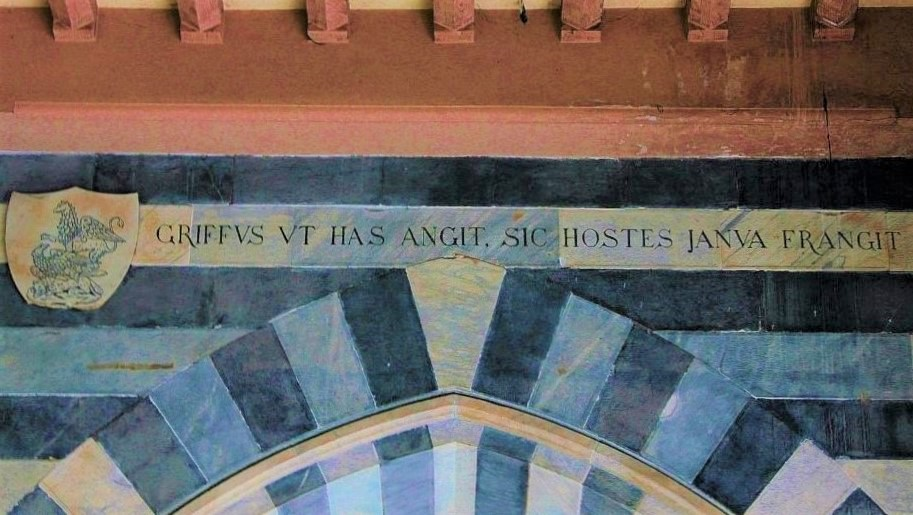
Antico motto della Repubblica di Genova

Griphus ut has angit, sic hostes Ianua frangit (dal latino, in italiano: «Come il grifone artiglia queste, così Genova distrugge i nemici») è uno dei più antichi motti della Repubblica di Genova. Tale scritta risultava accompagnata dalla raffigurazione di un grifone (animale mitologico simboleggiante la città di Genova nel suo evidente periodo più fulgido) artigliante un'aquila (o, secondo alcuni, un gallo) e una volpe.

Secondo l'interpretazione più accreditata, l'aquila simboleggerebbe l'Impero, mentre la volpe indicherebbe la città di Pisa (rovinosamente sconfitta da Genova durante la battaglia della Meloria), e risalirebbe sicuramente al XII-XIII secolo (secondo alcuni, al 1193).

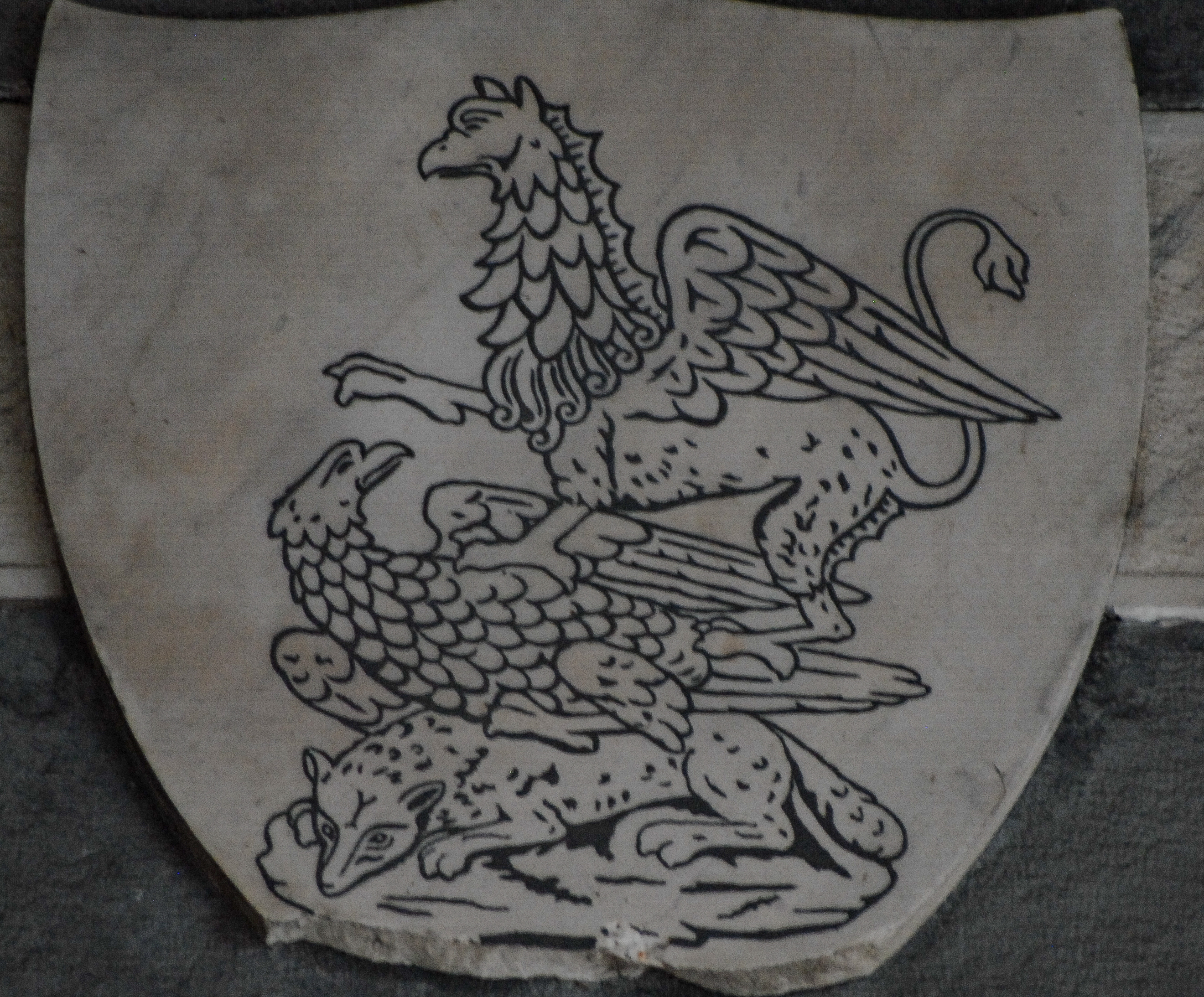
Raffigurazione del motto